# Mindy McCready
Mindy McCready (Fort Myers, 30 november 1975 – Heber Springs, Arkansas, 17 februari 2013) was een Amerikaanse countryzangeres.
McCready begon haar professionele zangcarrière in 1995. Ze bracht in totaal vijf albums uit, waaronder "Ten Thousand Angels" en "If I Don't Stay the Night". Haar grootste hit had ze met de single "Guys Do It All the Time". 
McCready kende een woelig persoonlijk leven. Ze was gedurende een jaar samen met acteur Dean Cain. Ze had ook relaties met ijshockeyer Drake Berehowksy en zanger Billy McKnight. In 2005 werd McKnight gearresteerd voor slagen en verwondingen. Deze gebeurtenissen werden haar te veel, waardoor ze in 2005 een eerste zelfmoordpoging ondernam. Hierna kwam het koppel weer samen en kreeg een kind. Haar problemen met drugs en alcohol leidden echter tot nieuwe zelfmoordpogingen. In 2012 beviel McCready van een tweede kind. De vader van het tweede kind, producer David Wilson, werd op 13 januari 2013 dood teruggevonden. Op 17 februari 2013 werden geweerschoten gehoord bij haar huis. McCready werd dood teruggevonden op exact dezelfde plaats waar Wilson een maand eerder zelfmoord had gepleegd.
- Bibliothèque nationale de France: cb14029455p (data)
- Gemeinsame Normdatei: 135022754
- International Standard Name Identifier: 0000 0000 7840 3273
- Library of Congress Control Number: no00026904
- MusicBrainz: 05950280-7d03-4816-aecb-438c9e4cb312
- Nationale Bibliotheek van Tsjechië: xx0169168
- Nederlandse Thesaurus van Auteursnamen: 159660130
- Virtual International Authority File: 29073831
- WorldCat: E39PBJmXPxmqD6xw3vkbRw3vpP